# Équipe de France de rugby à XIII à la Coupe du monde 2017
L'équipe de France de rugby à XIII participe à la Coupe du monde de rugby à XIII 2017 organisée conjointement par l'Australie, la Nouvelle-Zélande et la Papouasie-Nouvelle-Guinée du 27 octobre au 2 décembre 2017. Il s'agit de sa quinzième participation à cette compétition.
La France, au même titre que de nombreuses sélections, est qualifiée d'office à cette compétition et ne dispute donc pas d'éliminatoires en sa qualité de quart-de-finaliste de l'édition 2013.

## Qualification
La France, au même titre que de nombreuses sélections, est qualifiée d'office à cette compétition et ne dispute donc pas d'éliminatoires en sa qualité de quart-de-finaliste de l'édition 2013.

## Contexte
La Coupe du monde est la plus prestigieuse compétition de rugby à XIII. En 2017 a lieu la quinzième Coupe du monde organisée conjointement par l'Australie, la Nouvelle-Zélande et la Papouasie-Nouvelle-Guinée. La phase finale se déroule du 27 octobre au 2 décembre 2017. Éliminé au 1er tour en 1995 par le pays de Galles, en quart de finale en 2000 par la Nouvelle-Zélande, au 1er tour en 2008 par les îles Fidji puis en quarts-de-finale en 2013 par l'Angleterre, la France cherche à redorer son lustre d'antan qui par deux fois fut finaliste en 1954 et 1968. Elle compte sur une franchise habituée des joutes de la Super League les Dragons Catalans, une franchise évoluant dans les divisions inférieures d'Angleterre le Toulouse olympique XIII et d'un championnat de France semi-professionnel. Bien que classés sixième au classement mondial, la France évolue un ton en dessous de l'Australie, la Nouvelle-Zélande et l'Angleterre. Son principal objectif est donc d'atteindre les quarts de finale.

## Coupe du monde
La France est affectée au groupe A et y rencontre le Liban, l'Australie et l'Angleterre.

### Groupe A
| Groupe A |            |   |   |   |   |    |    |     |
|          | Équipe     | J | V | N | D | PP | PC | Pts |
| 1        | Australie  | 0 | 0 | 0 | 0 | 0  | 0  | 0   |
| 1        | Angleterre | 0 | 0 | 0 | 0 | 0  | 0  | 0   |
| 1        | France     | 0 | 0 | 0 | 0 | 0  | 0  | 0   |
| 1        | Liban      | 0 | 0 | 0 | 0 | 0  | 0  | 0   |

| 27 octobre  | Australie  | - | Angleterre | Melbourne Rectangular Stadium, Melbourne |
| 29 octobre  | France     | - | Liban      | Canberra Stadium, Canberra               |
| 3 novembre  | Australie  | - | France     | Canberra Stadium, Canberra               |
| 4 novembre  | Angleterre | - | Liban      | Sydney Football Stadium, Sydney          |
| 11 novembre | Australie  | - | Liban      | Sydney Football Stadium, Sydney          |
| 12 novembre | Angleterre | - | France     | Perth Rectangular Stadium, Perth         |

### Effectif
Entraîneur:  Aurélien Cologni
| Joueur           | Matchs | Points | Club              |
| ---------------- | ------ | ------ | ----------------- |
| Bastien Ader     | 0      | 0      | Toulouse          |
| Olivier Arnaud   | 0      | 0      | Avignon           |
| Lucas Albert     | 0      | 0      | Dragons Catalans  |
| Jason Baitieri   | 0      | 0      | Dragons Catalans  |
| William Barthau  | 0      | 0      | London Broncos    |
| Ilias Bergal     | 0      | 0      | Dragons Catalans  |
| Lambert Belmas   | 0      | 0      | Dragons Catalans  |
| Guillaume Bonnet | 0      | 0      | Lézignan          |
| Julian Bousquet  | 0      | 0      | Dragons Catalans  |
| Clément Boyer    | 0      | 0      | Toulouse          |
| John Boudebza    | 0      | 0      | London Broncos    |
| Damien Cardace   | 0      | 0      | Lézignan          |
| Nabil Djalout    | 0      | 0      | Dragons Catalans  |
| Théo Fages (c)   | 0      | 0      | St Helens         |
| Benjamin Garcia  | 0      | 0      | Dragons Catalans  |
| Maxime Hérold    | 0      | 0      | Limoux            |
| Benjamin Jullien | 0      | 0      | Warrington Wolves |
| Thibaut Margalet | 0      | 0      | Dragons Catalans  |
| Rémy Marginet    | 0      | 0      | Lézignan          |
| Antoni Maria     | 0      | 0      | Leigh Centurions  |
| Hakim Miloudi    | 0      | 0      | Hull FC           |
| Mark Kheirallah  | 0      | 0      | Toulouse          |
| Romain Navarrete | 0      | 0      | Wigan Warriors    |
| Éloi Pélissier   | 0      | 0      | Leigh Centurions  |
| Mickaël Rouch    | 0      | 0      | Limoux            |
| Gadwin Springer  | 0      | 0      | Castleford Tigers |
| Fouad Yaha       | 0      | 0      | Dragons Catalans  |

En plus des vingt-quatre joueurs sélectionnés, quatre joueurs sont réservistes : Kevin Larroyer, Lambert Belmas, Rémy Marginet and Ilias Bergal.